# Иванов-Радкевич, Михаил Павлович
Михаи́л Па́влович Ивано́в-Радке́вич (при рождении Ивано́в; 25 сентября 1901, Красноярск, Енисейская губерния — 9 февраля 1990, Москва) — советский живописец, педагог, график, член Союза художников СССР.

## Биография
Родился в семье духовного композитора и музыкального педагога Павла Иванова-Радкевича. У него было три брата — Константин, Александр и Николай.
Несмотря на прекрасные музыкальные способности, ещё в юности сделал выбор в пользу живописи. С 1910 по 1917 год, параллельно с учёбой в Красноярской мужской гимназии, он посещает Городскую Рисовальную школу. Среди преподавателей школы были Д. И. Каратанов; воспитанник Московского училища живописи М. Г. Костылев; выпускник Академии художеств А. Г. Попов. В окружение отца Михаила Павловича входили профессиональные художники, которые всячески поддерживали начинания юного коллеги. С 1919 года Михаил работал в студии-коммуне, созданной в Красноярске художественным отделением профсоюза РАБИС. В 1920—1921 годах учился в Томском технологическом институте на архитектурном факультете. В 1921 году переехал в Москву, где до 1923 года служил музыкантом в 17-м особом стрелковом полку войск ГПУ. С 1923 по 1928 год обучался во ВХУТЕМАСе — ВХУТЕИНе у профессора живописи А. А. Осмёркина, посещал классы известных живописцев Р. Р. Фалька и Н. П. Крымова. Руководителем дипломной работы «Труд возчика» был советский график и педагог Д. Н. Кардовский.
Выставляется в Москве с 1928 года. В 1937 году состоялась его первая персональная выставка. В этом же году Иванова-Радкевича приняли в члены Московского отделения Союза художников СССР. Персональные выставки его произведений в Москве также проходили в 1940 и 1964 годах. С 1956 года — член Союза художников СССР.
В Едином художественном рейтинге России М. П. Иванову-Радкевичу присвоена рейтинговая категория 4В — состоявшийся профессиональный художник, востребованный художественным рынком.
В военные годы Третьяковская галерея приобретала картины Михаила Павловича для своих запасников.

Создание копии «Портрета рыцаря Ордена Сантьяго». Пушкинский музей. 1955 г.

В 1955 году во время выставки картин Дрезденской галереи в Пушкинском музее советским художникам было выдано 10 разрешений на создание копий. Михаил Павлович добился разрешения у аппарата Министерства культуры на 11-ю копию — «Портрет рыцаря Ордена Сантьяго» Диего Веласкеса. Копия создавалась прямо на выставке в Пушкинском музее до прихода зрителей и после их ухода, дневной свет для работы при таком графике был недоступен. Для отличия создаваемой копии от оригинала обязательным условием было незначительное изменение размера полотна.
Работал преподавателем в Московском областном художественном училище памяти 1905 года, в МАрхИ (1939—1940 гг.), архитектурных мастерских «Моспроекта» (1950—1960 гг.), Московском институте инженеров землеустройства (1962—1967 гг.). Преподавал в домах культуры, давал частные уроки. Стаж преподавательской работы Михаила Павловича более 40 лет. Один из учеников Михаила Павловича — Г. Г. Леви.
Всю жизнь Михаил Павлович вёл личный дневник, писал стихи. Занимался сбором и изучением документов, касающихся рода Ивановых-Радкевичей.
В начале 30-х годов Иванов-Радкевич был дружен с поэтом Н. А. Клюевым «до высылки последнего в Нарым в 1932 году». Они познакомились на импровизированном концерте в московском Горкоме художников. Михаил Павлович крайне высоко отзывался о Клюеве, его духовности и поэтическом даровании, а в 80-е годы занимался его творческим наследием, выступал на первом вечере памяти в 1984 году.
Умер Михаил Павлович 9 февраля 1990 года в Москве. Похоронен на Преображенском кладбище рядом с отцом, матерью, братом.

### Семья
В 1928 году, во время творческой командировки в Крым, Михаил Павлович знакомится со своей будущей женой — Проценко Тамарой Григорьевной (1914), которая живет в Ялте вместе с отцом и мачехой. В 1930 году Тамара Григорьевна самостоятельно приезжает работать в Москву, и через 3 года выходит замуж за Михаила Павловича. Супруги прожили в браке 57 лет, вплоть до самой смерти художника. У них было четверо детей — Зоя (1934), Игорь (1937), Ирина (1945) и Елена (1948).

## Творчество
- Пробой пера молодого художника стала серия этюдов «Сибирь. Красноярск», написанная ещё во время учёбы в Рисовальной школе (1915—1916 гг.). На них запечатлён образ старого Красноярска: Кузнечные ряды, одноэтажные дома, панорамы берегов Енисея с дачными купальнями и окрестностями Успенского монастыря[9]. Сейчас некоторые из них хранятся в Красноярском краеведческом музее[10].
- В 1928 году после окончания ВХУТЕМАСа — Вхутеина Михаил Павлович отправляется в творческую командировку в Крым. До войны он ещё раз возвращался в эти края в 1936 году. Работы из этих поездок легли в основу его первой персональной выставки в Москве➤. Много позже, уже в послевоенные годы, он писал крымские пейзажи по воспоминаниям.
- Ещё будучи студентом Михаил Павлович выезжал на пленэры в Подмосковье. А с конца 1930-х годов часто гостил с семьёй на даче у своего брата в Подмосковном Абрамцево. В 1948 году получил от Союза художников свой собственный участок. На многих полотнах Иванова-Радкевича запечатлена подмосковная природа во всем своём многообразии.
- В 1967 году Михаил Павлович вместе с сыном Игорем выезжает на этюды в Азербайджан.
- Новые мотивы для творчества художнику дало знакомство со Средней Азией. Впервые попав в эти края в 1967 году, Михаил Павлович на всю оставшуюся жизнь влюбился в них. Выезжая в творческие командировки вплоть до 1974 года, уже на восьмом десятке жизни художник неутомимо работал над этюдами, чтобы потом, в Москве, создавать на их основе живописные полотна. Особенно дороги ему были Самарканд, Бухара и Хива. Знаменитые мечети и медресе он писал в разное время года, при различном освещении и создал уникальный цикл картин, запечатлев Шахи Зинду, Биби-Ханым, Мири Араб, Калян, Гур-Эмир и другие до реставрации. Этот период оказался очень важным для творчества художника, и оставался источником вдохновения до последних его дней.

Среди натурных портретов Михаила Павловича были портреты брата, композитора Н. П. Иванова-Радкевича (1975—1976); Н. А. Клюева; А. А. Тарковского; Б. А. Александрова и другие.

### Первая персональная выставка 1937 года в Москве
24 мая 1937 года в малом выставочном зале «Всекохудожника» по адресу Кузнецкий мост, 11, открылась первая персональная выставка Иванова-Радкевича Михаила. Эта выставка стала свидетельством признания его достижений в среде профессиональных художников. На ней были представлены следующие картины:

Каталог выставки

1915—1916

Каталог выставки

- Сибирь. Красноярск — Этюды. (10 шт.)

1927—1930
- Снопы 47×37
- Дворик 51×42
- Автопортрет 35×31
- Мальчик Толя 40×40
- Осенью 66×53
- Автопортрет в белой кепке 47×44

1932
- Мартеновский цех завода «Серп и молот» 90×75
- Сирень 70×54
- Старуха 55×51
- Трубка и виноград 68×58
- Портрет 36×25

1933
- Девушка-работница 47×46
- Комсомолец Петр Мызиков 43×36
- В декабре 67×46
- Ферапонтово. Архитектурный мотив 46×36
- Белый дом на солнце 51×46
- Девушка в красной шале 70×60
- Голова юноши 20×15
- Этюды головы 20×15 (2 шт.)
- В цветном свитере 20×15

1934
- Яблоня 70×70
- Девушка в белой панаме 51×41
- Спящая 70×43
- Летом на траве 67×51
- Сад (Лосинка) 80×71
- Мать и дитя 80×65
- Фрукты и драпировка 70×65
- На фоне сада 20×18

1935
- Во дворе 91×71
- Зима (декорат. пейзаж), гуашь 80×44
- К осени 68×57
- Валя 46×34

1936
- Снег сбрасывают 72×72
- Зимний пейзаж 53×33
- Солнечный день 1.10×86
- Осенний пейзаж 80×60
- Спящий ребёнок 72×60
- Девочка с кубиками 50×36
- Спящая девочка 20×15

1937
- Камнетёсы 1,61×1.30
- Девушка с фруктами 70×65
- К весне 68×58
- Улыбающийся мальчик 60×60
- Портрет художника Б. И. Тупицина 90×65
- Маленькая лыжница 90×64

Крым 1929—1936
- Г. Ялта 1.02×66
- Аутка 82×60
- Полдень (у водоема) 66×62
- На окраине города 69×62
- У моря к вечеру 70×66
- Домики в горах 70×61
- Утро в горах 82×60
- Ленкоранская акация 65×60
- Дом в зелени 64×51
- Кусты и горы 61×41
- Домики на Балаклавской ул. 58×52
- Прибой 59×44
- Гора Дарсан 48×35
- Домики в Ялте 50×33
- В горах 48×35
- Оливковая роща и Ай-Петри 54×38
- Долина Мисхора 53×39
- Хаста-Ага 53×42
- Город вечером 44×35
- Жаркий полдень 60×40
- Дети у моря 62×43
- Ливанский кедр 43×35
- Вид с террасы 43×42

1980—1989
- рисунки (10 шт.)

### Участие в коллективных выставках
- 1934 год. Москва, ГИМ — Выставка начинающих молодых художников г. Москвы[13]
- 1936 год. Москва, выставочный зал «Всекохудожника» — Выставка произведений московских художников в пользу фонда общественной помощи детям и женщинам героической Испании[14]
- 1937 год. Москва, выставочные залы «Всекохудожника» — Пятая выставка московских живописцев[15]
- 1938 год. Кисловодск — Художественная выставка живописи, графики скульптуры московских художников[16]
- 1939 год. Москва — Выставка живописных и графических работ членов и кандидатов Московского Союза художников[17]
- 1939 год. Москва, Третьяковская галерея — Всесоюзная выставка молодых художников, посвященная двадцатилетию ВЛКСМ[18]
- 1940 год. Москва, Центральный выставочный зал Московского товарищества художников — Седьмая выставка Союза московских художников. Живопись[19]
- 1942 год. Москва, Центральный выставочный зал Московского товарищества художников — Выставка «Пейзаж нашей Родины»[20]
- 1956 год. Москва, Центральный Дом работников искусств — Живопись и графика московских художников[21]
- 1970 год. Москва — Выставка произведений художников Москвы, посвящённая 100-летию со дня рождения В. И. Ленина[22]
- 1973 год. Москва — Осенняя выставка произведений московских художников[22]
- 1975 год. Москва — Художественная выставка к 30-летию Великой Победы[22]

## Комментарии
1. ↑  Красноярская Рисовальная школа Архивная копия от 25 апреля 2017 на Wayback Machine Сейчас она называется Детская художественная школа № 1 им. В. И. Сурикова, и находится по адресу Красноярск, ул. Ленина, 79
2. ↑  Московский Союз Советских Художников. Членский билет № 753. Сектор живописный. Время вступления: V 1937 г. Выдан 3 июля 1938 г.
3. ↑  1932 год указан в письме Иванова-Радкевича сотруднице Красноярского Краеведческого музея Т. А. Сорокиной от 22.03.1984 г. (КККМ, в/ф 9380/3). Клюев был выслан в Нарымский край в 1934 году.